# Diözese Newcastle

Wappen

Die Diözese Newcastle ist eine Diözese der Church of England in der Province of York. Ihr Sitz ist die Kathedrale von Newcastle in Newcastle upon Tyne. Diözesanbischöfin ist seit 2023 Helen-Ann Hartley.

## Gebiet
Das Gebiet der Diözese umfasst Northumberland, Tyne and Wear nördlich des River Tyne.
Es gibt einen Suffraganbischof in Berwick.
Archidiakonate gibt es für Lindisfarne und Northumberland.

## Geschichte
Die Diözese Newcastle wurde am 23. Mai 1882 von der Diözese Durham abgetrennt. Erster Bischof der Diözese war Ernest Wilberforce. 2015 wurde Christine Hardman erste Diözesanbischöfin in der Province of York.